# Mitra larranagai
Mitra larranagai är en snäckart som beskrevs av Carcelles 1947. Mitra larranagai ingår i släktet Mitra och familjen Mitridae. Inga underarter finns listade i Catalogue of Life.